# 여주중학교
여주중학교(驪州中學校)는 대한민국 경기도 여주시 세종대왕면 왕대리에 있는 공립 중학교이다.

## 학교 연혁
- 1945년 3월 31일 : 여주공립농업중학교 설립 인가
- 1945년 5월 10일 : 여주 공립 농업 중학교 개교
- 1945년 10월 16일 : 초대 박영목 교장 취임
- 1951년 8월 31일 : 여주중학교 분리 개편
- 1962년 9월 14일 : 여주읍 하리 구 교사에서 현 교사로 이전
- 2002년 9월 5일 : 다목적체육관(북성관) 개관
- 2006년 8월 29일 : 멀티미디어실 및 영어전용교실 개관
- 2009년 11월 25일 : 급식소(디미방) 준공
- 2010년 11월 30일 : 인조 잔디운동장 완공
- 2024년 1월 5일 : 제74회 졸업식(144명) 누계 20,027명
- 2024년 3월 1일 : 제31대 구광준 교장 부임
- 2024년 3월 4일 : 제77회 입학식(158명)

## 참고 자료
- 여주중학교 - 한국교육학술정보원 학교알리미